# Stendaler Straße 21 (Loitsche)

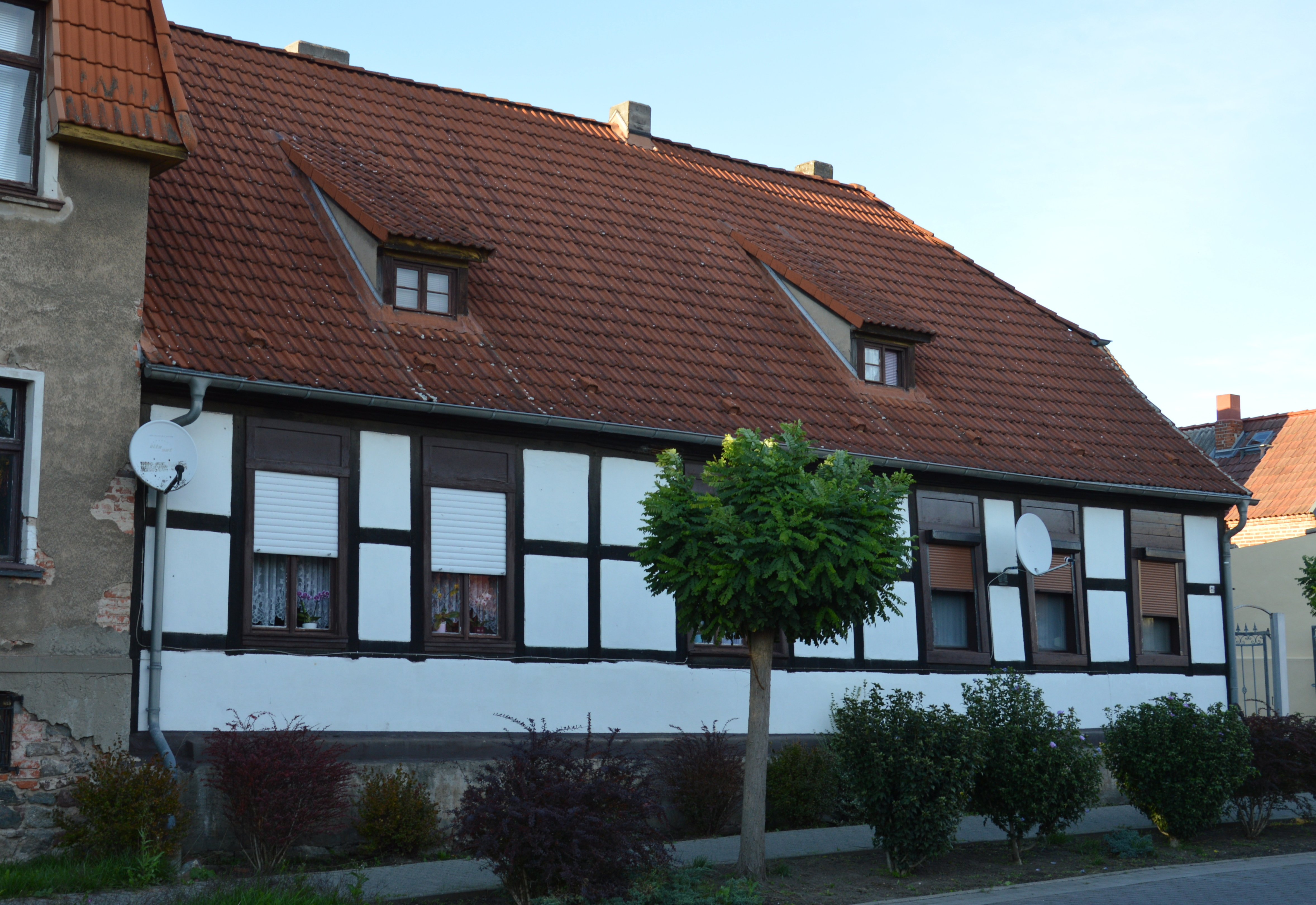
Haus Stendaler Straße 21

Das Haus Stendaler Straße 21 ist ein denkmalgeschütztes Gebäude in der Gemeinde Loitsche-Heinrichsberg in Sachsen-Anhalt.

## Lage
Es befindet sich im Ortsteil Loitsche auf der Nordseite der Stendaler Straße als Kopfbau einer Häuserzeile. Im örtlichen Denkmalverzeichnis ist es unter der Erfassungsnummer 094 70455 als Baudenkmal eingetragen.

## Gestaltung und Geschichte
Das eingeschossige Wohnhaus wurde im späten 18. oder frühem 19. Jahrhundert als Fachwerkhaus errichtet und weist barocke Formen auf. Es steht auf einem hohen Steinsockel traufständig zur Straße. Die Fassade verfügt über sechs Achsen. Das Fachwerk ist mit Eckstreben versehen. Bedeckt ist das Gebäude  mit einem Halbwalmdach.